# Sønder Vinge-kredsen
Sønder Vinge-kredsen  var en valgkreds fra 1849 til 1918. I 1920-1970 var kredsen en opstillingskreds i Viborg Amtskreds.
Forud for valget i 1971 blev størstedelen af kredsen delt mellem Mariagerkredsen og Randerskredsen i Århus Amtskreds samt Kjellerupkredsen i Viborg Amtskreds.
Fra 2007 er området delt mellem Østjyllands Storkreds (Favrskovkredsen og Randers Sydkredsen) og Vestjyllands Storkreds ((Viborg Østkredsen)).
Oprindeligt var kredsen en landkreds, der bestod af Sønderlyng, Middelsom og Houlbjerg herreder. Omkring Hornbæk voksede en forstadsbebyggelse til Randers frem. Desuden opstod der flere stationsbyer, hvoraf Langå og senere Bjerringbro blev de førende. Mod vest lå Sønder Rind og Vinkel sogne tæt på Viborg.

## Sønder Vingekredsens folketingsmænd 1849-1918
- 1849-1852: herredsfoged Hack Kampmann, (nationalliberal).
- 1852-1853: stiftsamtmand M.H. Rosenørn, (Højre).
- 1853-1854: lærer, gårdejer P. Hansen, (bondeven).
- 1854-1855: fabriksejer, senere formand for Landstinget M.P. Bruun, (nationalliberal).
- 1855-1856: herredsfoged Hack Kampmann, (nationalliberal).
- 1856-1881: gårdejer Søren Nielsen Kjær, (Venstre).
- 1881-1887: menighedsforstander A.U.O. Holck, (Venstre).
- 1887-1890: gårdejer Søren Nielsen Kjær, (Venstre).
- 1890-1895: gårdejer Søren Svendsen, (Venstre).
- 1895-1918: gårdejer Rasmus Hansen, (Venstrereformpartiet, senere radikal løsgænger).